# Щербаков, Олег Николаевич
Олег Николаевич Щербаков (17 октября 1925, Одесса, Украинская ССР — 19 февраля 1945, Эстония, пропал без вести) — участник Великой Отечественной войны, Герой Советского Союза (1945). Командир танка 152-й отдельной танковой бригады (8-я армия, Ленинградский фронт), младший лейтенант.

## Биография
Родился 17 октября 1925 года в Одессе в семье служащего. Украинец. Окончил 10 классов.
В Красной Армии с 1943 года, когда добровольцем ушёл на фронт из 10 класса средней школы № 1 города Балхаша (Казахстан). С этого же времени на фронте.
В 1944 году окончил филиал Харьковского танкового училища в Ташкенте и получил направление на Ленинградский фронт. В составе 152-й танковой бригады участвовал в боях на Карельском перешейке, в освобождении Прибалтики.

## Подвиги
Командир танка комсомолец младший лейтенант Щербаков неоднократно отличился в боях по освобождению Эстонии в сентябре 1944 года.
На подступах к Таллину его танк уничтожил самоходную артиллерийскую установку, 2 бронетранспортёра, 2 противотанковых орудия противника. Помимо этого, Щербакову удалось предотвратить угон воинского эшелона. Его танк первым прорвал линию вражеской обороны в городе Тарту. Первой после ожесточённого боя у города Хоапсалу вошла в город также его боевая машина. Впоследствии танку Щербакова удалось дойти до порта города Хоапсалу и потопить 2 пытавшихся уйти транспорта противника.
Младший лейтенант Олег Щербаков пропал без вести 19 февраля 1945 года в Эстонии.

## Награды
Звание Героя Советского Союза присвоено 24 марта 1945 года. Награждён орденами Ленина и Красной Звезды.

## Память
Имя Олега Щербакова записано на мемориальных досках — в городе Тарту (Эстония), и в городе Балхаш (Казахстан), на памятной плите средней школы № 1. Там же, в Балхаше, одна из улиц города названа именем Олега Щербакова.